# Echo (regény)
Az Echo egy 2010-ben megjelent sci-fi regény Jack McDevitt tollából. A könyv az Alex Benedict-ciklus ötödik kötete, melyet jelöltek a Nebula-díjra 2010-ben. A regény magyarul 2012-ben jelent meg F. Nagy Piroska fordításában a Galaktika Fantasztikus Könyvek-sorozat tagjaként. 

## Cselekmény
|  | Alább a cselekmény részletei következnek! |

Alex Benedict és Chase Kolpath egy rejtélyes kőtábla nyomába erednek, amely a megszállott idegenvadász, Somerset Tuttle hagyatékából került elő, ám nem sokkal később el is tűnt. Talán ez a tábla elvezethet az első idegen fajhoz a Némák óta. A sokak által őrültnek Alexnek és Chase-nek is hamarosan rá kell döbbennie, hogy valaki nagyon nem szeretné, ha erre a titokra fény derülne.
|  | Itt a vége a cselekmény részletezésének! |

## Magyarul
- Echo; ford. F. Nagy Piroska; Metropolis Media, Bp., 2012 (Galaktika fantasztikus könyvek)

## Külső hivatkozások
- A könyv a Moly.hun
- Az Echo a Galaktika webboltjában
- Kritika az ekultúrán